# Basilika Unserer Lieben Frau von Candelaria (Medellín)

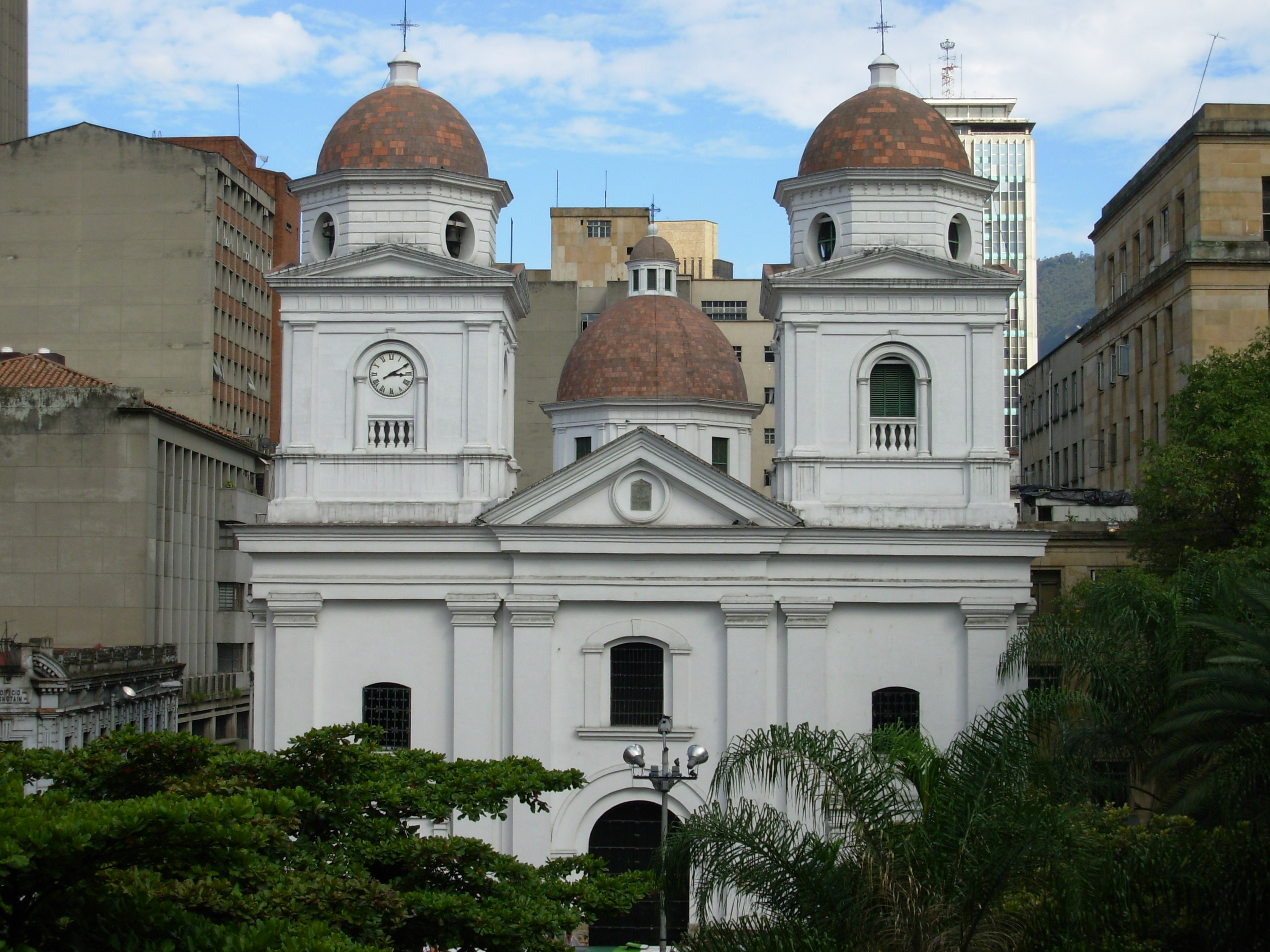
Basilika Unserer Lieben Frau von Candelabria

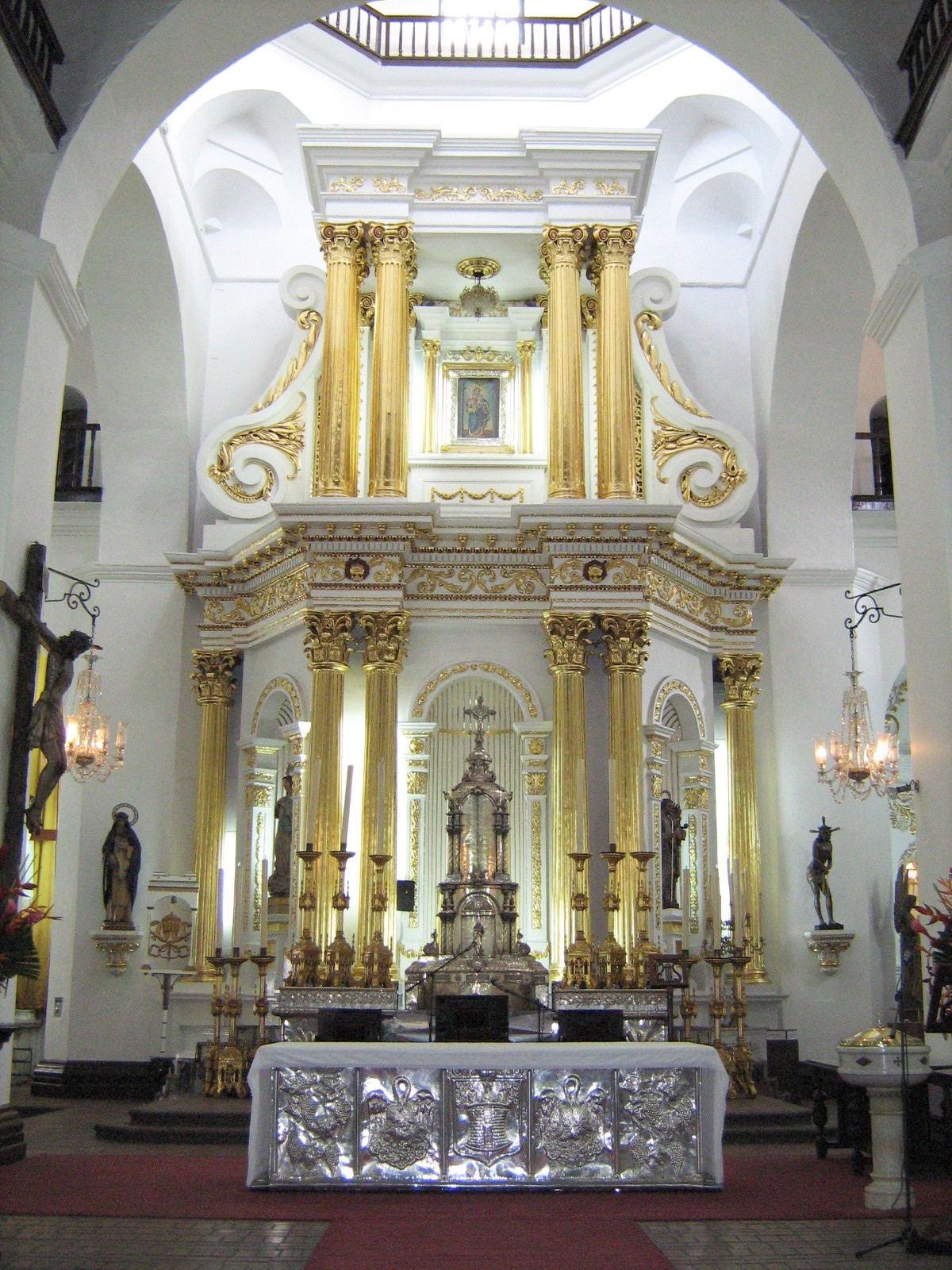
Altarraum

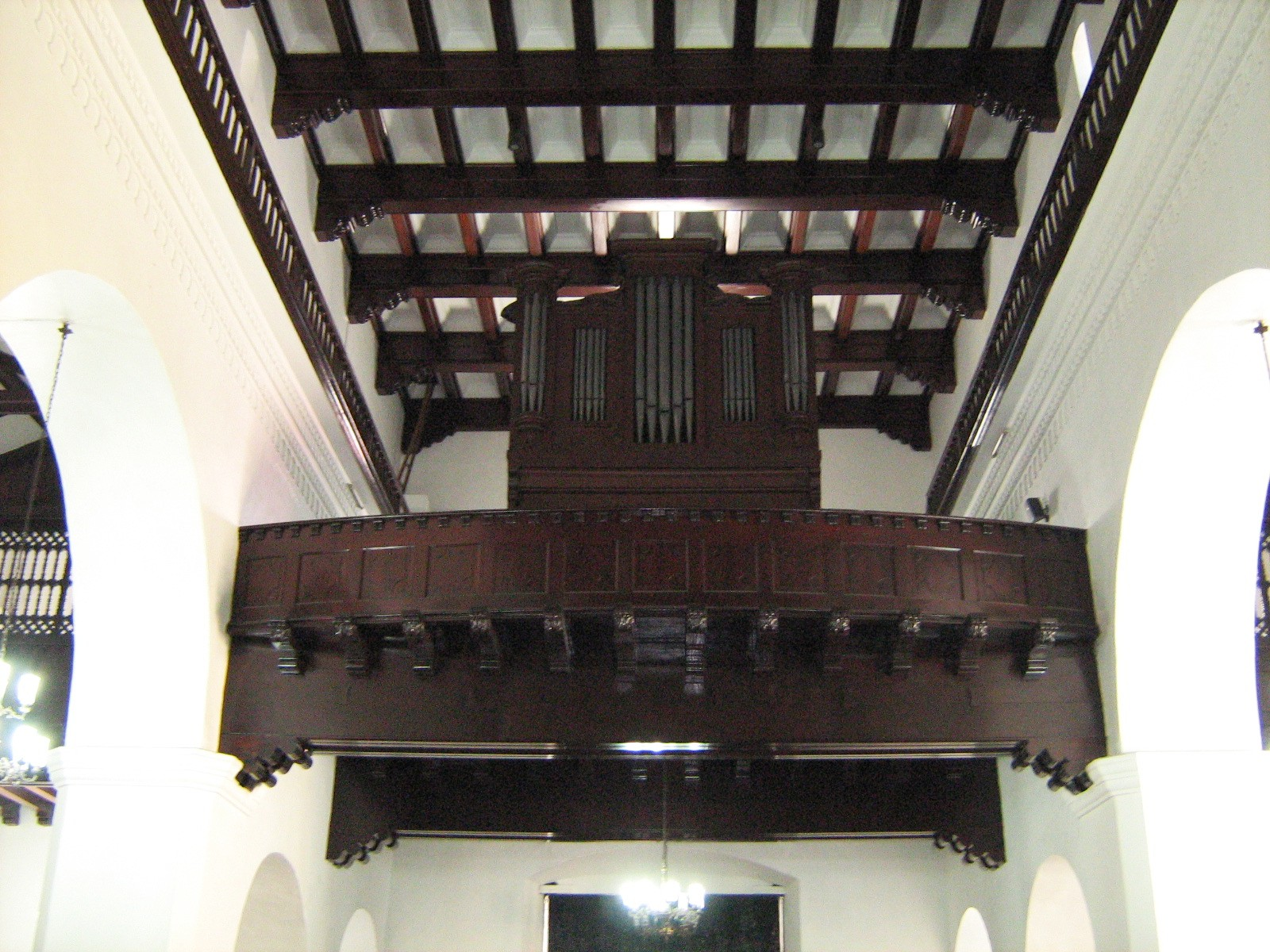
Orgelbühne

Die Basilika Unserer Lieben Frau von Candelaria (spanisch Basílica de Nuestra Señora de la Candelaria) ist eine römisch-katholische Kirche in Medellín, Kolumbien. Die frühere Kathedrale des Erzbistums Medellín liegt nahe der heutigen Catedral Metropolitana de Medellín im Stadtzentrum an der Ostseite des Berrío-Parks.

## Geschichte
Die Kirche wurde ursprünglich 1649 als älteste Kirche der erst 30 Jahre später gegründeten Stadt als einfacher Bau aus Holz mit einem Strohdach errichtet. Die Verehrung Unserer Lieben Frau von Candelaria kam mit den Spaniern von Teneriffa und verweist auf das Fest Darstellung des Herrn. Das erste Bildnis Darstellung des Gotteskindes im Tempel und die Reinigung seiner heiligsten Mutter wurden von Ramón Álvarez gestiftet. Das heutige Bild im Hauptaltar soll von der spanischen Königin Maria Anna von Österreich und ihrem Sohn Karl II. verliehen worden sein. Die baufällige Kirche wurde ab 1768 durch einen Neubau ersetzt, der 1776 geweiht wurde. 1850 erhielt die Kirche einen neuen Altar und eine neue Orgel, 1860 wurde eine neue Kuppel fertiggestellt. Mit Schaffung des Bistums Medellín wurde die Kirche 1868 zur Kathedrale erhoben, bis 1931 die heutige Kathedrale geweiht wurde. Am 28. Februar 1888 wurden die beiden Kirchtürme fertiggestellt, diese erhielten 1890 drei Glocken aus New York.
Am 8. Dezember 1970 verlieh Papst Paul VI. ihr den Titel einer Basilica minor. 1997 wurden Renovierungsarbeiten durchgeführt, und am 31. Juli 1998 wurde das Gebäude mit Dekret 0795 zum Nationaldenkmal Kolumbiens erklärt.

## Architektur
Die Kirche ist ein koloniales Bauwerk im klassizistischen Stil. Die rechteckige Anlage besitzt drei Kirchenschiffe und ein Querschiff, darüber die Vierungskuppel mit einem achtseitigen Tambour. Die verputzte Fassade besitzt drei Portale, die seitlichen Körper führen zu den Kirchtürmen, der mittlere schließt mit einem dreieckigen Giebel. Das ursprüngliche Mauerwerk aus Stein und Mörtel der Kirche wurde im Laufe der Geschichte teilweise überarbeitet.

## Ausstattung
Der Hochaltar von La Candelaria zeigt in der oberen Mitte das Bildes der Jungfrau von La Candelaria in einer Art Portikus, der seitlich auf vier Säulen aus goldfarbenem Holz ruht, die in Zweierreihen angeordnet sind.
Der Tabernakel aus Silber wurde 1865 in Frankreich bestellt und steht vor dem Hochaltar. Die Orgel wurde Ersatz eines Vorgängerinstruments vom deutschen Orgelbauer Eberhard Friedrich Walcker gefertigt. Sie besitzt zwei Manuale und Pedal für 15 Sie wurde 1978 überholt.